# Хоростков
Хоростков (укр. Хоростків) — город в Чортковском районе Тернопольской области Украины. Административный центр Хоростковской городской общины. Расстояние до Тернополя — 51 км.

## Географическое положение
Город Хоростков находится на берегу реки Тайна в месте впадения в неё реки Голодные Ставы,
выше по течению на расстоянии в 1,5 км расположено село Великий Говилов, ниже по течению примыкает село Хлоповка;
выше по течению реки Голодные Ставы на расстоянии в 1,5 км расположено село Карашинцы.

## Население
По состоянию на 1 января 2013 года численность населения составляла 7057 человек.

### Языковой состав
Родной язык населения по данным переписи 2001 года:
| Язык       | Численность, чел. | Доля     |
| ---------- | ----------------- | -------- |
| Украинский | 7 246             | 99,21 %  |
| Другое     | 58                | 0,79 %   |
| Итого      | 7 304             | 100,00 % |

## История
В 1564 году поселение впервые упоминается в письменных источниках.
В 1772 году в ходе первого раздела Речи Посполитой Хоростков вошёл в состав Австрии, в 1854—1918 гг. находился в составе округа Гусятин коронной земли Королевства Галиции и Лодомерии.

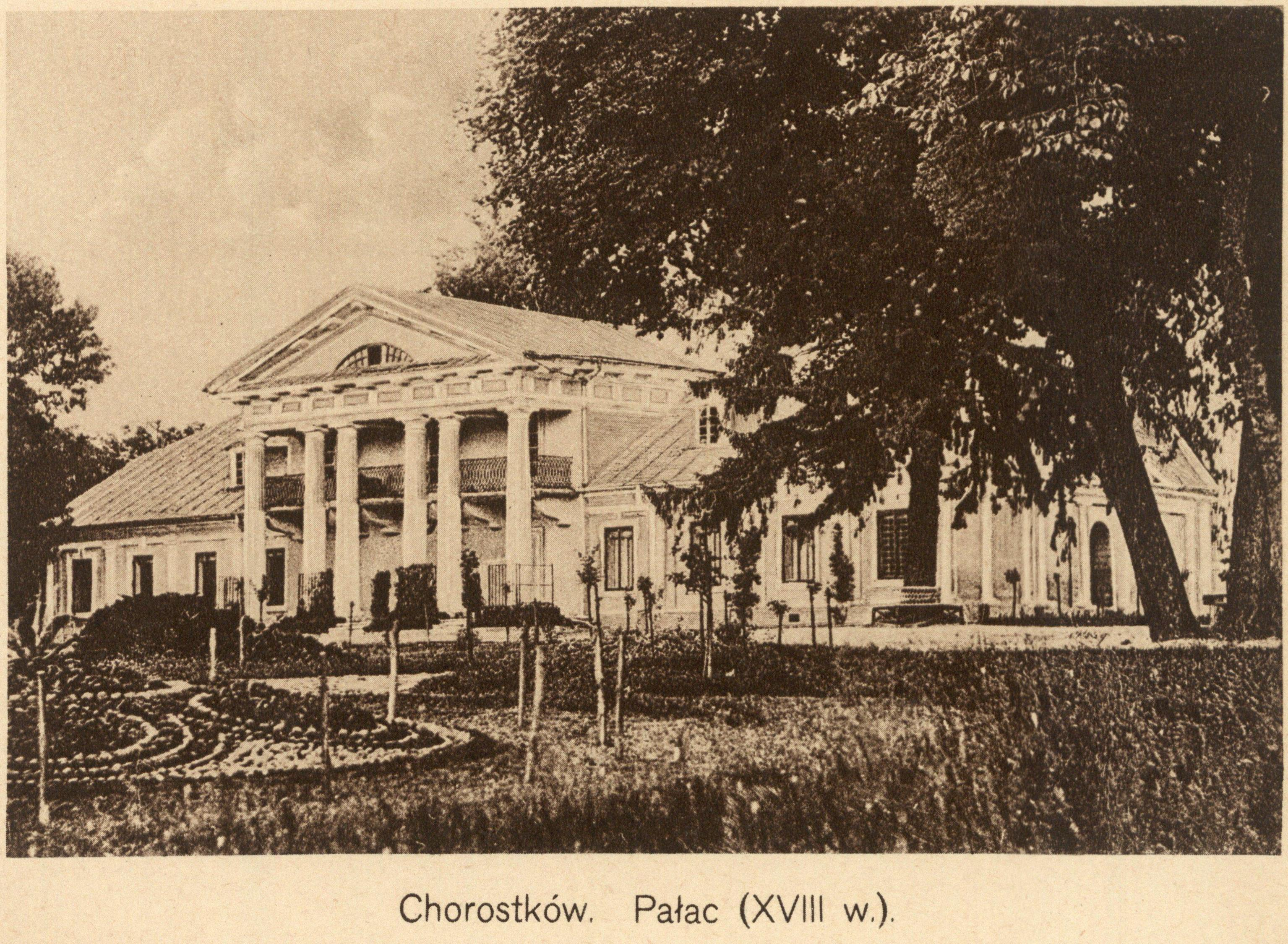
Графский дворец, 1926 год

После распада Австро-Венгрии вошёл в состав Польши и в 1920—1939 гг. находился в составе Тарнопольского воеводства.
В ходе Великой Отечественной войны 5 июля 1941 года Хоростков был оккупирован немецкими войсками, 24 марта 1944 года — освобожден частями 40-й гвардейской танковой бригады РККА.
В конце 1972 года здесь был введён в эксплуатацию межколхозный комбикормовый завод.
В 1977 году посёлок городского типа Хоростков получил статус города.
В 1978 году к городу присоединено село Хлоповка.
В 1985 году здесь действовали сахарный завод, спиртовой завод, комбикормовый завод, комбинат хлебопродуктов, Тернопольская сельскохозяйственная опытная станция, межколхозная специализированная станция по многолетним травам, зональная агрохимическая лаборатория, два межколхозных предприятия по производству говядины, комбинат бытового обслуживания, ПТУ № 7, три общеобразовательные школы, начальная школа, музыкальная школа, поликлиника, три Дома культуры, три клуба и 8 библиотек.
В январе 1989 года численность населения составляла 8811 человек, основой экономики в это время являлась пищевая промышленность.
28 ноября 1990 года село Хлоповка было выделено из состава города и восстановлено как отдельный населённый пункт.
В конце 1980-х годов в Хоросткове началось строительство завода по производству картофельных продуктов, но после провозглашения независимости Украины строительство было остановлено, а в сентябре 1993 года Кабинет министров Украины принял решение о продаже предприятия.

## Экономика
- Хоростковский комбинат хлебопродуктов
- Хоростковский спиртовой завод
- Хоростковский сахарный завод
- Тернопольская областная сельскохозяйственная опытная станция.

## Достопримечательности

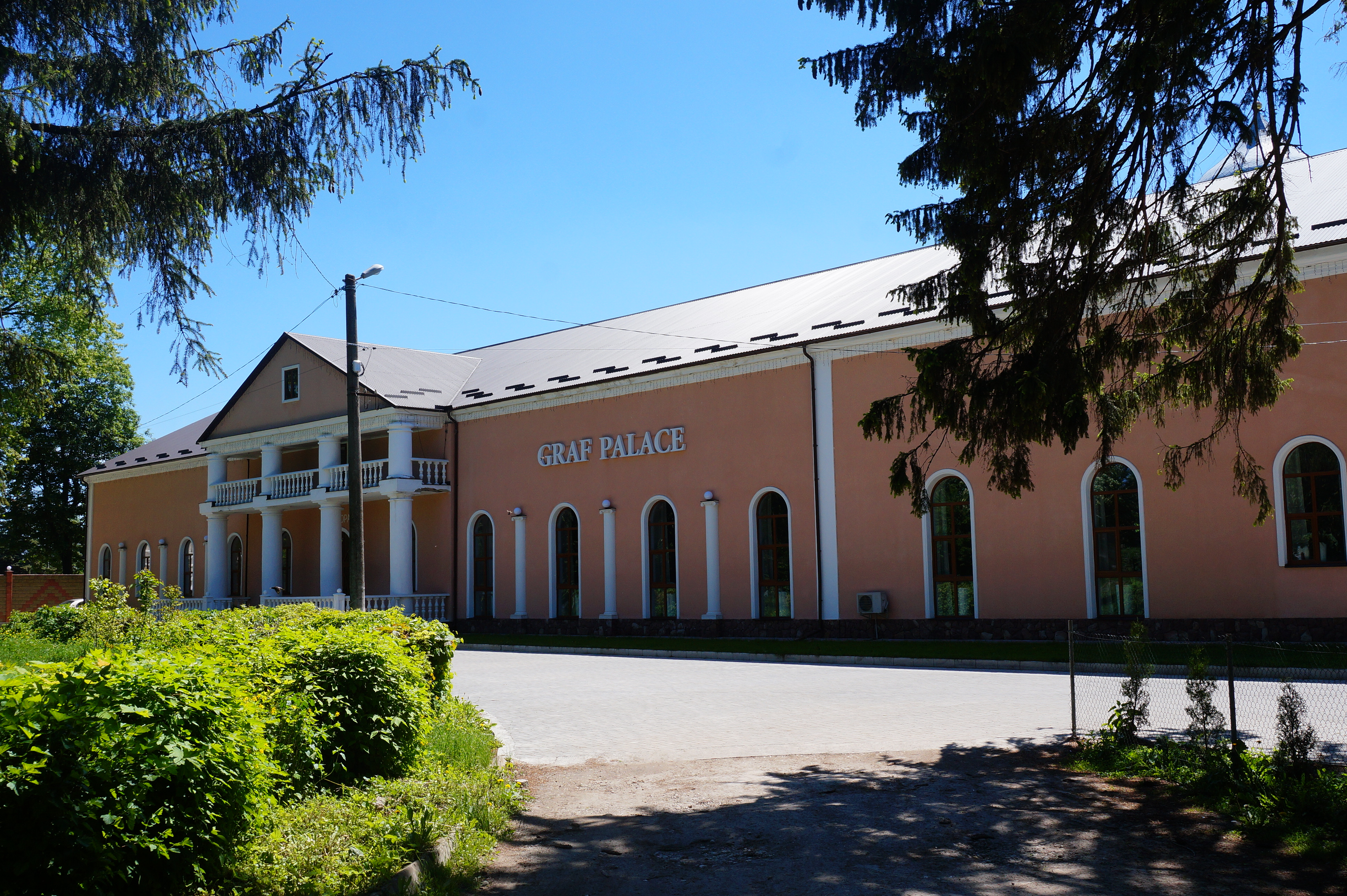
Одно из сооружений графского дворца

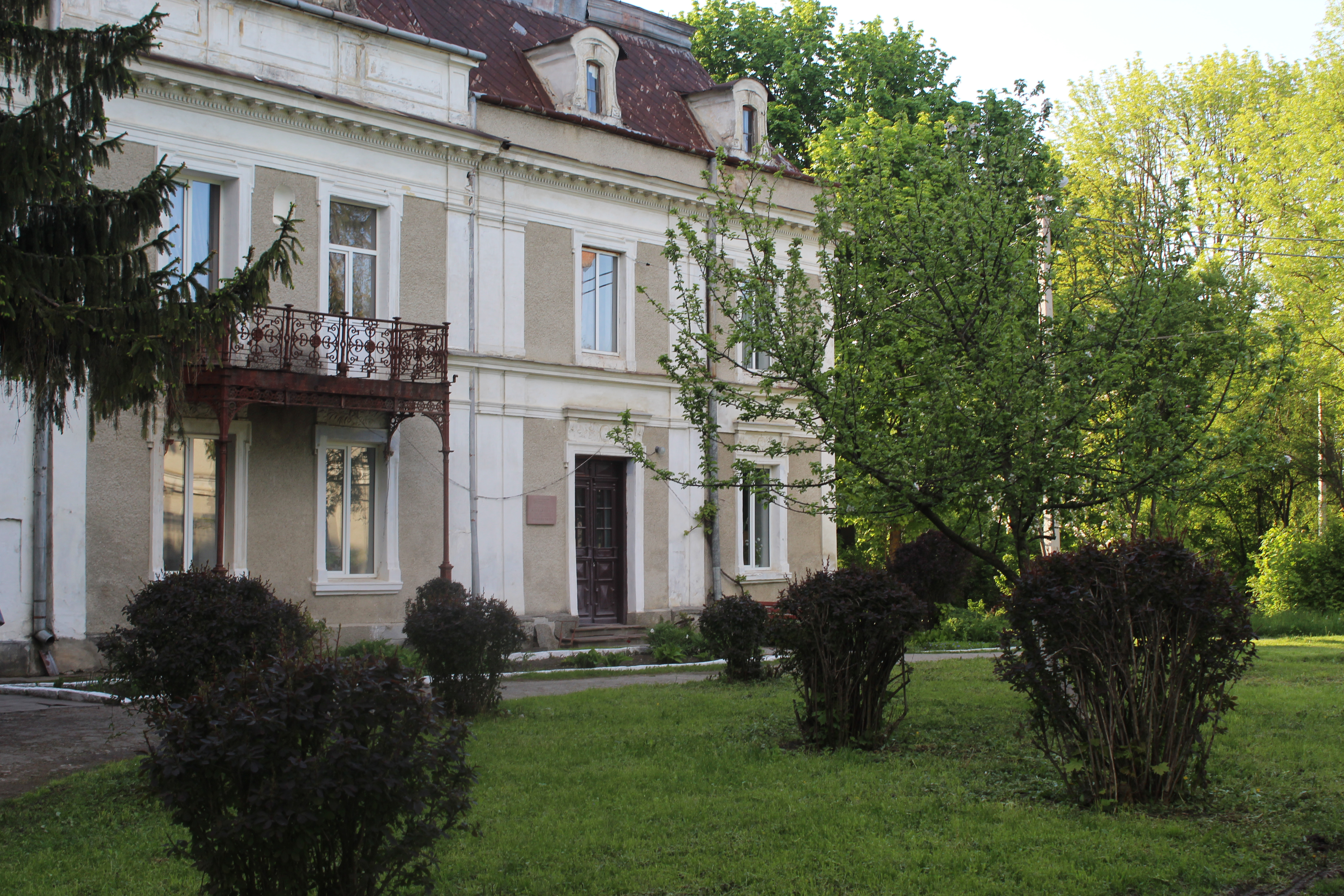
Конный манеж

- Старий (XVIII ст.) и новый (XIX ст.) графский дворец
- Конный манеж (XIX ст.)
- Церковь Положения Честной Ризы Пресвятой Богородицы (XIX ст.)
- Костёл (XIX ст.)
- Церковь св. Владимира и Ольги
- Хоростковский дендрологический парк

## Объекты социальной сферы
- Две школы
- Музыкальная школа
- Два детских сада
- Дом культуры
- 5 библиотек
- Больница

## Транспорт
Станция Хоростков на линии Тернополь — Копычинцы Львовской железной дороги.

## Известные люди, связанные с Хоростковым
- Гладий, Григорий Степанович — украинский советский актёр и режиссёр. Родился в 1954 году.
- Макогон, Дмитрий Яковлевич (1881—1961) — украинский поэт, писатель, педагог.
- Машковский, Ян — польский художник, педагог. Родился в 1793 году.